# Motocykl sportowy
Motocykl sportowy (ang. sportbike, sports bike) – klasa motocykli zoptymalizowana pod kątem prędkości, przyspieszenia i hamowania kosztem komfortu jazdy i ekonomii. Motocykle te charakteryzuje także niska masa własna w porównaniu z motocyklami innych klas. Wśród tego segmentu znajdują się motocykle popularnych marek: Honda, Kawasaki, Yamaha, Suzuki, jak i marek bardziej renomowanych takich jak Ducati, MV Agusta lub Bimota, czy najbardziej egzotycznych takich jak Münch lub MTT. Pozycja kierowcy jest mocno pochylona do przodu a zawieszenie bardzo twardo zestrojone. Motocykle tej klasy są zaliczane do najszybszych maszyn w całym przemyśle motocyklowym. Dla motocykli z kategorii supersport, pojemność skokowa silników to 1000 i więcej cm³. Drugi bardzo popularny segment to motocykle z silnikami o pojemności 600 cm³.

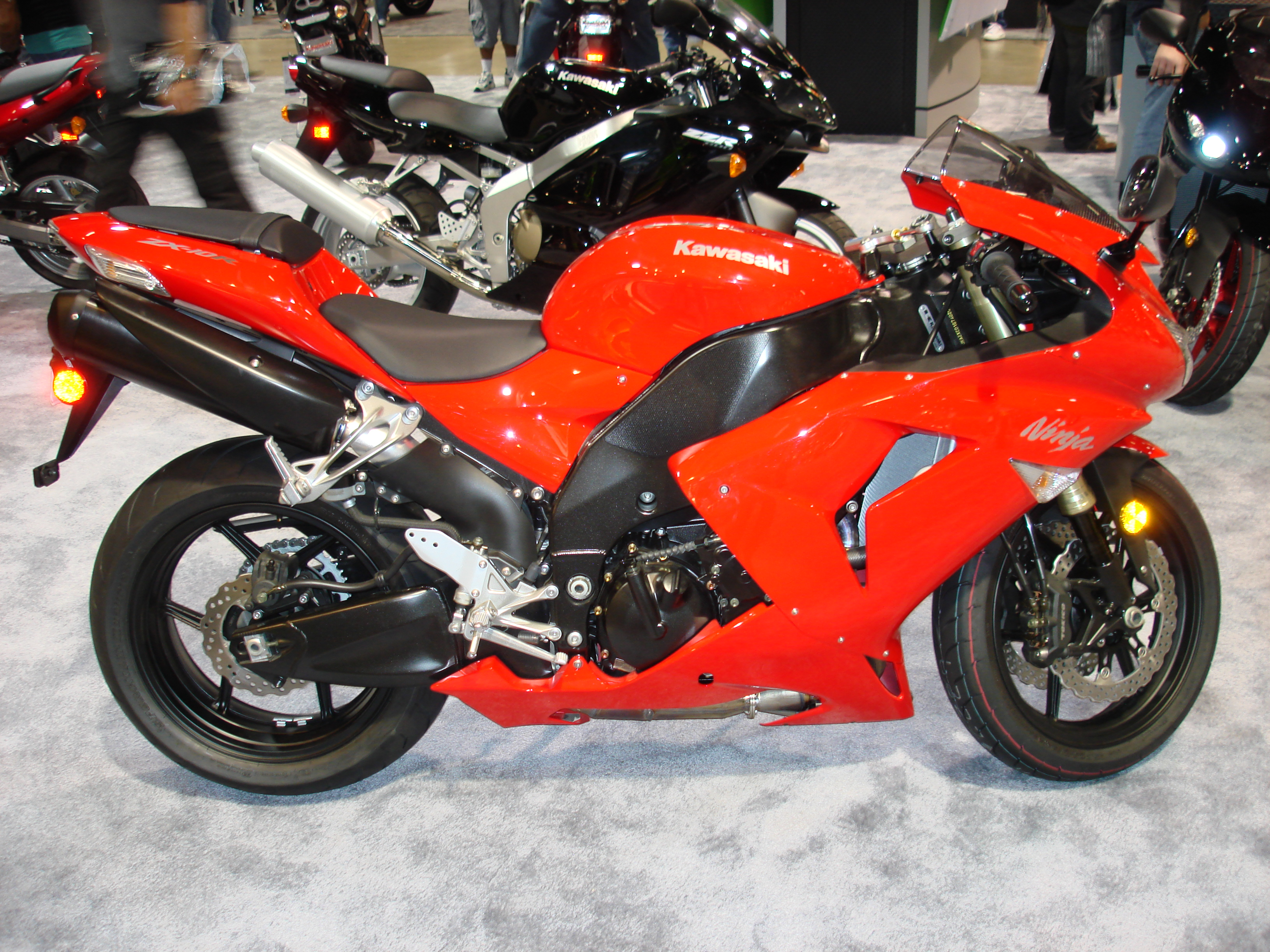
Kawasaki ZX-10R Ninja

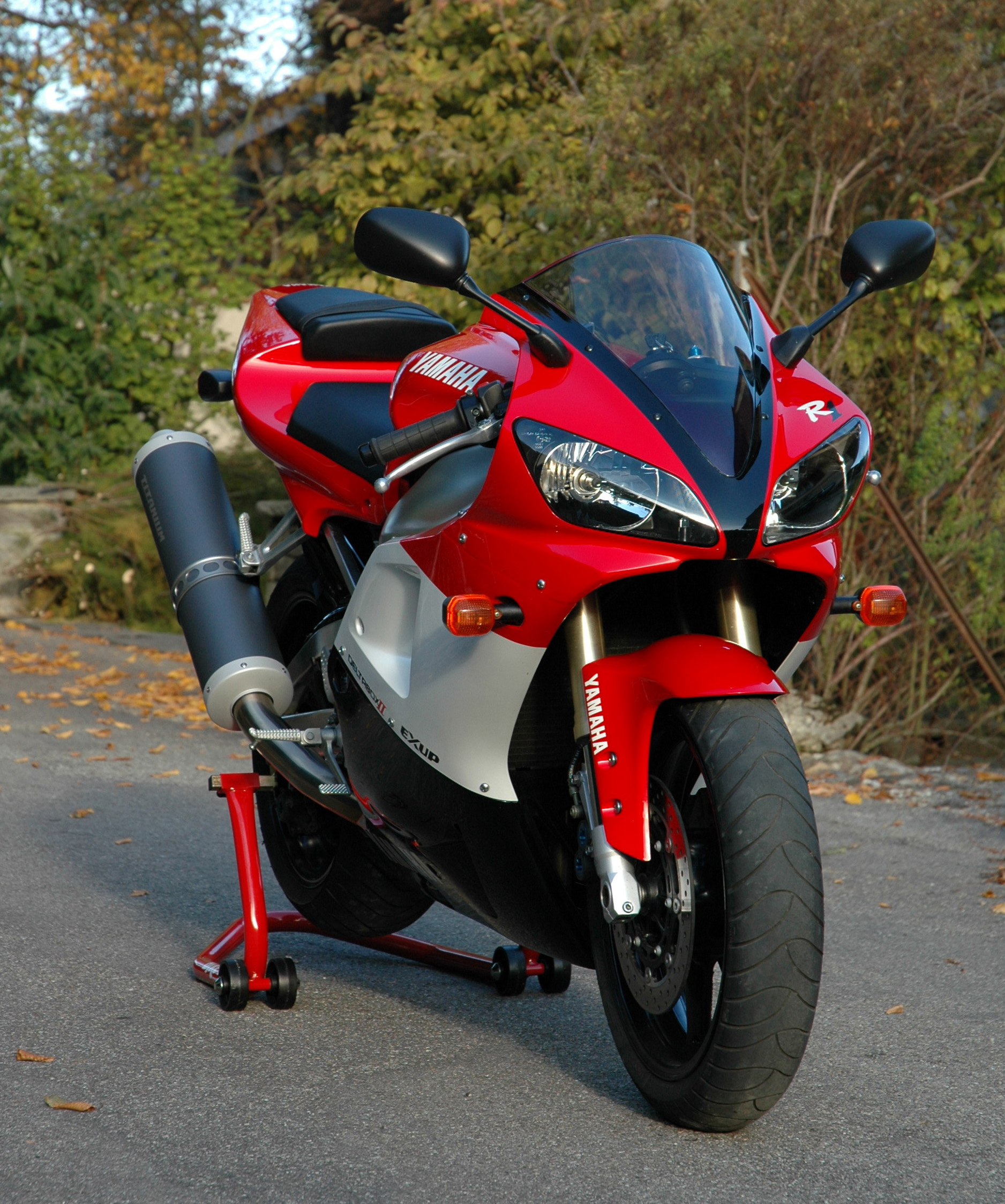
Yamaha R1

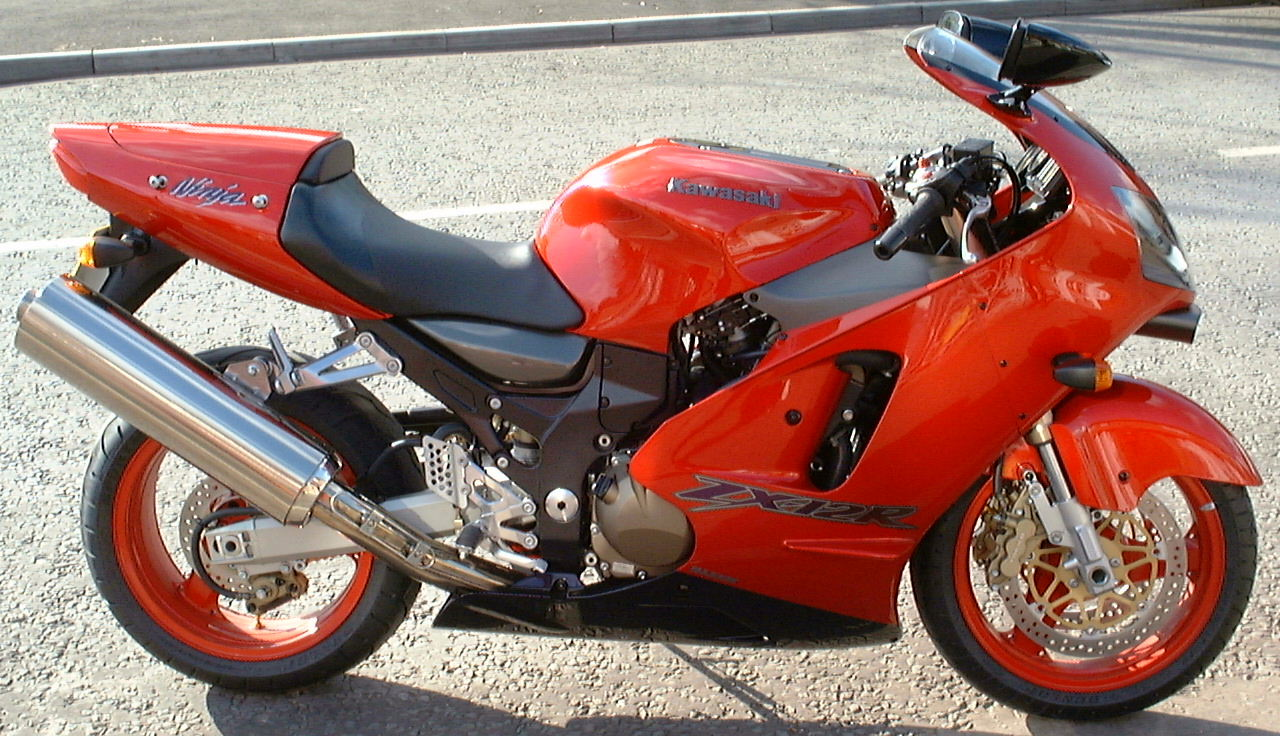
Kawasaki ZX-12R Ninja – jeden z najszybszych motocykli

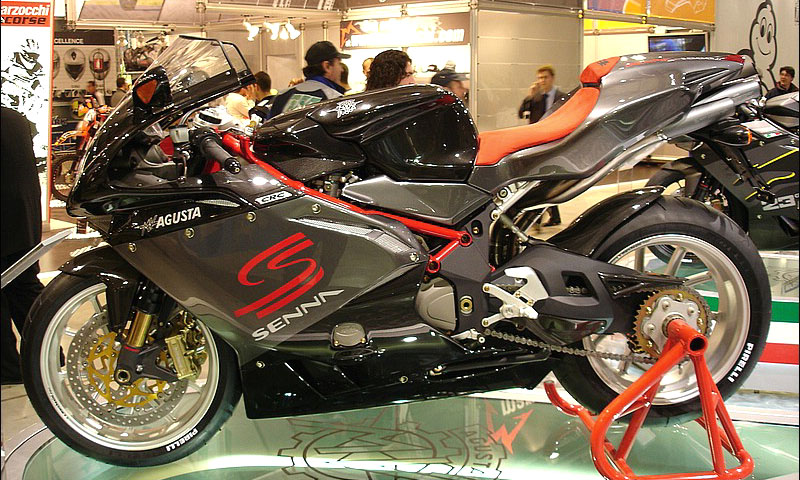
MV Agusta F4 Senna

## Wykaz motocykli z klasy – supersportowe
| Lata produkcji | Marka / Model / Moc                     |
| Yamaha         | Rodzina modeli – R                      |
| -------------- | --------------------------------------- |
| 1999-obecnie   | Yamaha YZF-R6 – 120 KM                  |
| 1998–1998      | Yamaha YZF-R7 – 162 KM                  |
| 1997-obecnie   | Yamaha YZF-R1 – 150-172 KM              |
| Kawasaki       | Rodzina modeli – Ninja                  |
| 1995-obecnie   | Kawasaki ZX-6R Ninja – 116 KM           |
| 1994–2003      | Kawasaki ZX-7R Ninja – 122 KM           |
| 1994–2003      | Kawasaki ZX-9R Ninja – 143 KM           |
| 2004-obecnie   | Kawasaki ZX-10R Ninja – 175 KM          |
| 2000–2007      | Kawasaki ZX-12R Ninja – 190 KM          |
| 2006-obecnie   | Kawasaki ZZ-R 1400 Ninja – 200 KM       |
| Honda          | Rodzina modeli – CBR                    |
| 1987-obecnie   | Honda CBR 600 – 85-118 KM               |
| 1992–2004      | Honda CBR 900RR – 98-150 KM             |
| 1992–2004      | Honda CBR 1000RR – 175 KM               |
| 1996–2006      | Honda CBR 1100XX – 152 KM               |
| Suzuki         | Rodzina modeli – GSX                    |
| 1992-obecnie   | Suzuki GSX-R 600 – 120 KM               |
| 1985-obecnie   | Suzuki GSX-R 750 – 141 KM               |
| 2001-obecnie   | Suzuki GSX-R 1000 – 160 KM              |
| 1986–1998      | Suzuki GSX-R 1100 – 150 KM              |
| 1999-obecnie   | Suzuki Hayabusa – 175 KM                |
| Ducati         | Rodzina modeli – 700 / 1000/Desmosedici |
| 1994–2002      | Ducati 748 – 98 KM                      |
| 2002–2006      | Ducati 749 – 108 KM                     |
| 1985–1987      | Ducati 750 F1 Racing – 63 KM            |
| 1987–1990      | Ducati 851 – 105 KM                     |
| 1992–1994      | Ducati 888 – 100 KM                     |
| 1993–1999      | Ducati 916 – 105 KM                     |
| 1999–2003      | Ducati 996 – 124 KM                     |
| 2002–2002      | Ducati 998 – 139 KM                     |
| 2003–2006      | Ducati 999 – 140 KM                     |
| 2007-obecnie   | Ducati 1098 – 160 KM                    |
| 2007-obecnie   | Ducati 1098 R – 180 KM                  |
| 2007–2007      | Ducati Desmosedici D16RR – 200 KM       |
| MV Agusta      | Rodzina modeli – F4                     |
| 1997–2002      | MV Agusta F4 S – 137 KM                 |
| 2004-obecnie   | MV Agusta F4 Senna – 174 KM             |
| 2006-obecnie   | MV Agusta F4 CC – 200 KM                |